# 超人力霸王高斯角色列表
| 演员             | 角色             | 角色             | 以年代史發展之登场季数 | 以年代史發展之登场季数 | 以年代史發展之登场季数 | 以年代史發展之登场季数 | 以年代史發展之登场季数 |
| 譯名             | 譯名             | 日語             | 第一次接觸             | 高斯                   | 藍色星球               | 最終戰役               | 傳奇                   |
| ---------------- | ---------------- | ---------------- | ---------------------- | ---------------------- | ---------------------- | ---------------------- | ---------------------- |
| 杉浦太陽         | 春野武藏         | 春野ムサシ       | Does not appear        | 主演                   | 主演                   | 主演                   | 主演                   |
| 東海孝之助       | 春野武藏（幼年） | 春野ムサシ       | 主演                   | 影像演出               | 主演（少年篇）         | 次要演出               | Does not appear        |
| 嶋大輔           | 日浦晴光         | ヒウラ ハルミツ  | Does not appear        | 主演                   | 次要演出               | 次要演出               | Does not appear        |
| 坂上香織         | 水木忍           | ミズキ シノブ    | Does not appear        | 主演                   | 次要演出               | 次要演出               | Does not appear        |
| 市瀬秀和         | 風吹圭介         | フブキ・ケイスケ | Does not appear        | 主演                   | 次要演出               | 主演                   | Does not appear        |
| 須藤公一         | 土井垣浩次       | ドイガキ・コウジ | Does not appear        | 主演                   | 次要演出               | 次要演出               | Does not appear        |
| 鈴木繭菓         | 森本綾乃         | モリモト アヤノ  | Does not appear        | 主演                   | 次要演出               | 主演                   | 客串                   |
| 市川兵衛         | 池山             | イケヤマ         | Does not appear        | 常設                   | Does not appear        | 客演                   | Does not appear        |
| 藤村俊二         | 木本研作         | きもと けんさく  | 主演                   | 客串                   | Does not appear        | Does not appear        | Does not appear        |
| 風見慎吾         | 城戸             | さいじょう       | 主演                   | Does not appear        | 主演                   | 客演                   | Does not appear        |
| 赤井英和         | 春野勇次郎       | 春野勇次郎       | 主演                   | Does not appear        | 客串                   | Does not appear        | Does not appear        |
| 高橋瞳           | 春野美智子       | 春野みち子       | 主演                   | Does not appear        | 客演（少年篇）         | 客演                   | Does not appear        |
| 西村美保、宇野步 | 川瀨麻里         | 川瀬マリ         | 主演                   | Does not appear        | 主演                   | 客演                   | Does not appear        |

此條目中為圓谷製作之特攝劇《超人力霸王高斯》及其關聯作品之共同世界觀等相關作品中出現的所有角色。

## 主角
春野武藏 （春野ムサシ）
飾演者：杉浦太陽、童年： 東海孝之助
配音： 陳卓智（香港TVB）、 何志威（台灣）、劉傑（台灣/最終戰役）、曹冀魯（台灣/怪獸大戰爭超銀河傳說）
 超人力霸王高斯 的人間體，19歳。1990年出生，性情善良溫柔，且善於交際的開朗青年，擁有比任何人都執著與怪獸共存的和平理念。舊名「五十畑武藏」。
父親五十畑浩康在三歲時死於一場太空火箭事故中，但因受到父親的影響而立向成為太空飛行員和觀測宇宙的興趣。為了實現太空人的夢想而來到SRC宇宙開發中心擔任宇宙飛行員的候補生。
在第1話「混沌之首」感染友好巨鳥「利多利阿斯」襲擊城市之際，為了幫助EYES的任務而陷入危機，因此被高斯所救。並因此得到能變身成高斯的能力。也因爲在戰鬥中發揮的勇氣而被日浦隊長看中，被邀請加入「Team EYES」，總此為了實現人類和怪獸以及外星人和平共存的使命而努力工作。在現實中經歷不斷碰壁，見識到諸多的事件後而逐漸成長起來。在最終話中，他意識到一切災厄的元兇「混沌之首」其實有一顆善良的「心」，即使EYES的隊員們甚至是高斯都想與其對戰，但武藏還是決定要拯救混沌之首，最終不但成功地消除混沌之首所有的仇恨和憤怒，同時也拯救了其他被影響的怪獸，而成為真正造就和平的「英雄」，並和高斯告別，並決定一個人追尋自己的夢想。
《THE FIRST CONTACT（第一次接觸）》
在本作前9年為小學五年級，依然相信超人力霸王真的存在，於森林觀測宇宙時，意外在森林中發現因戰鬥耗盡能量的高斯相遇，在成功協助高斯後得到了一塊有特殊意義的輝石，雙方在該次事件後則定下「勇者的誓言」。
《THE BLUE PLANET（藍色星球）》
時年22歳，為了摸索與怪獸們的共存之道，則是返回宇宙開發中心擔任太空飛行員，經常往返宇宙和地球，開始將化為死星、停在太陽系內的『朱蘭星球』恢復成了生物能生存的環境，最終終於實現自己一直以來的夢想。並在侵略武器史寇比斯前來地球襲擊時與高斯同化，與另一位戰士超人力霸王正義阻止了史寇比斯的計畫。
《THE FINAL BATTLE（最終戰役）》
時年25歳，在參與『朱蘭星球』新烏托邦計劃成功後，因阻止宇宙秩序的未知來訪者德拉西翁的入侵而再度與高斯同化，卻被超人力霸王正義攻擊而失去力量，受困在了不同的異空間，然而在親友們的幫助下，最後與高斯以未來模式下複活，並與正義聯手，合體成保護地球的超人力霸王雷傑。在結局登上載有新烏托邦怪獸的火箭，與高斯一起在太空中飛行。

《傳奇》
時年34歲，和妻子綾乃和兒子一同與怪獸及混沌之首居住在『朱蘭星球』上。
《始源傳奇》
在飛鳥的合作邀請下穿越宇宙前往王立行星伽農，在最終話曾幫助凱一起幫助天照解毒。

## 防衛隊

### TEAM EYES
日浦晴光  （  ）
飾演者： 嶋大輔
配音： 招世亮（香港TVB）、 何志威（香港VCD）、 官志宏（台灣）
33歳，「Team EYES」的隊長，過去曾是SRC宇宙開發中心的研究員。也是MITI的元祖成員之一。也是招募武藏加入「EYES」的人。
性格堅毅，擁有著鎮定的判斷力和大膽的態度，以履行任務的指揮，同時並有著理性的頭腦和果斷的行動力，經常和隊員們前往前線參與戰鬥行動，由於和武藏一樣擁有一顆要保護怪獸的內心，因此在武藏入隊初期，也經常向陷入挫折的武藏開導，並接連鼓勵對方成長，有時在許多情況下也會與統合防衛軍的作戰理念直接衝突，在原則問題上絕對不輕易做出讓步，因此而受到下屬的信賴。
和SRC的前同事皆女友「澤口安江」博士一直處在「友達以上，戀人未滿」的關係，此外也是本作第一位懷疑武藏就是高斯身份的人。
《最終戰役》
時年39歳，從「Team EYES」退役，並兼任大學教授及SRC的教官，在森林與眾人一同尋找消失的武藏，並見證了雷傑的降臨。
 水木忍   （  ）
飾演者： 坂上香織
配音： 陸惠玲（香港TVB）、陶敏嫻（台灣）
28歳，「Team EYES」的副隊長。過去曾是統合防衛軍的成員，由於贊同SRC的和平政策以及想要保護怪獸的夢想而加入了EYES。通常在實戰時在最前線，並以非常謹慎和經驗豐富的經驗指揮隊員們戰鬥。
雖然身為女性，但卻有著對來自宇宙中的威脅絲毫不感到畏懼的英勇性格，同時也是風吹在統合防衛軍服役其間的教官。
起初曾對於武藏較理想的理念感到質疑，但在高爾美第的抓捕行動因戰機受損而受困時，被試圖搶救自己的武藏無畏的勇氣所打動，
《最終戰役》
時年33歲，從「Team EYES」退役並返回統合防衛軍繼續擔任教官，但暗中也默默支持著SRC的行動。在森林與眾人一同尋找消失的武藏，並見證了雷傑的降臨。
 森本綾乃   （  ）
飾演者： 鈴木繭菓童年：近内里緒
配音：陳凱婷、鄭麗麗（香港TVB）、陶敏嫻（台灣）、楊凱凱（台灣/最終戰役）
19歲，「Team EYES」的隊員皆操作員。於山梨縣出生，修央高中畢業，是隊伍中最年輕的隊員，有著非常旺盛的好奇心和少女般的撒嬌心思。
平時都在指揮室操作設備「Ager MAX」。擅長彈奏鋼琴來創作音樂，曾用來治癒怪物和外星人過。最喜歡的食物則是大阪燒。小時候曾在學校文藝演出《青蛙騎士》中飾演公主的角色，因此對於保護動物產生了興趣。在故事初期武藏加入隊伍後，相當非常高興終於有了比自己資歷更淺的隊員，並整天想盡辦法要求武藏稱呼自己為「前輩」。
在劇情後期隨著怪獸的任務逐漸艱鉅，開始變得成熟也更加勇敢，並對武藏有所好感，在第60話「混沌超人災厄」事件時，在對戰前向武藏表白，同時也間接得知武藏就是高斯的身份。
《最終戰役》
時年24歲，從「Team EYES」退役，並前往鏑矢諸島擔任當地的怪獸管理員，與武藏間的感情也越來越強烈，並在高斯被擊敗後前往森林與眾人一同尋找消失的武藏，並見證了雷傑的降臨。
《傳奇》
時年33歲，已和武藏結婚。改姓「春野」，現與武藏和兒子小空一同與怪獸及混沌之首居住在『朱蘭星球』上。
 風吹圭介  （  ）
飾演者： 市瀬秀和童年： 荒井賢太
配音：雷霆（香港TVB）、劉傑（台灣） 、魏伯勤（台灣/最終戰役）
21歲，「Team EYES」的隊員皆王牌飛行員。性格相當傲嬌彆扭，過去曾是統合防衛軍的成員，曾在忍的指導下，在培訓部隊Chargers作為訓練生進行訓練。因此在故事早期並不支持SRC的和平政策，也和武藏有不少矛盾，而兩人經常被日浦隊長戲稱為「春風二人組」，年輕時曾獲得防衛軍空手道錦標賽冠軍的三連霸記錄，此外私下相當愛吃布丁。
在堅強性格的對比之下，其則經歷則較為充滿曲折且感傷的過去，小時因為體弱多病的關係，曾經在群馬縣的「螢火蟲之村」靜養過，也因此和該村有著特殊的羈絆，同時在成長期間也數次經歷過妹妹及女友去世，由於自信造成的魯莽讓計畫失敗等遺憾，不過隨著劇情的發展，由於與武藏兩人間的交情也越來越融洽，在與EYES經歷了無數的任務後，因武藏的影響下而重新喚醒了對保護怪物的熱情，也漸漸容納了堅信夢想能改變一切的信念，第40話「混沌超人」事件時就隱約知情武藏就是高斯的身份。
《最終戰役》
時年26歲，繼續留在「Team EYES」任職，並開始擔任新隊長的責任，並則率領第二代的「Team EYES」進行對抗德拉西翁，同時也向茉莉仍然不放棄武藏及高斯會拯救地球的「希望」，更見證了雷傑的降臨。
 土井垣浩次   （  ）
飾演者： 須藤公一 童年： 柿本祐貴
配音： 李錦綸→鄺樹培（香港TVB）、陳幼文（台灣）
25歲，「Team EYES」的隊員皆分析師。是隊長日浦晴光在研究所時期的後輩，在年輕時就被稱為天才科學家，因此並受到SRC的密切關注。也因此在大學畢業後就加入了EYES。
性格相當膽小，但在生物學，物理學和偽科學的領域上都廣泛了解，並經常開發各種機械設備和武器提供給「Team EYES」使用。
父母是來自高知縣土佐的葛飾漁民。由於不想繼承家族企業，因此與父親的關係不是很好。
《最終戰役》
時年30歲，從「Team EYES」退役，除了和大學時期的同學「吉井由香里」結婚，還擔任起SRC宇宙開發中心的科學研究主任。在森林與眾人一同尋找消失的武藏，並見證了雷傑的降臨。

### TEAM EYES（第二代）
鹿島榮一  （  ）
飾演者： 清水圭
於電影版《最終戰役》首次登場，「TEAM EYES」的第二代副隊長。
是和風吹圭介一樣熱血沸騰的男子漢，有時也會負責組織團隊進行任務的作戰。
 倉本夏希   （  ）
飾演者：麻田百合花
於電影版《最終戰役》首次登場，「TEAM EYES」的新隊員，是團隊中唯一的女隊員。
性格較為冷靜，經常與風吹隊長一同行動，但在德拉西翁事件時在戰力不足的情況下差點失去鬥志。
 壽田良次郎  （  ）
飾演者：仁科克基
於電影版《最終戰役》首次登場，「TEAM EYES」的新隊員，是新團隊當中的王牌飛行員。
擁有擅長數據分析及執行的能力，但偶爾還是會有激於熱情不作慎重考慮的狀況。
 渡會和臣  （  ）
飾演者： 東城大
於電影版《最終戰役》首次登場，「TEAM EYES」的新隊員。
平時都在指揮室操作設備和負責分析怪獸的數據中留在基地與並試圖與德拉西翁取得交流。

## SRC （綜合科學研究機構）

### SRC Original Seven
由MITI（水無月工業技術研究所）的創辦人「木本研作」為了集結日本的各種人才，而用專利費作為志願者活動創建的科學調查小組 同時也是TV版登場的防衛組織「SRC」的前身。
 木本研作  （  ）
飾演者： 藤村俊二
配音：孫中台（台灣）
S.R.C （綜合科學研究機構）和MITI（水無月工業技術研究所）的創辦人，同時也是一間玩具醫院和太空科學博物館的負責人。
是位相當親切的大叔，在吞龍事件及巴爾坦星人事件前曾特地在年幼武藏的面前，將撿到的玩具改造成一台小型高科技機器人「克萊巴貢」。雙方一直以來都互動很融洽，即使到了武藏成年也都還是有持續交流。
《高斯》
在TV版第20話以和SRC （綜合科學研究機構）機械開發的顧問身份再度登場。
曉昇  （  ）
飾演者： 川野太郎
科學調查小組「SRC」隊長。過去曾是統合防衛軍的一員，並和重村參謀一同服役的同期生。
渡邊恭子  （  ）
飾演者： 中山亞微梨
科學調查小組「SRC」操作員。過去在武藏所就讀的小學擔任音樂老師，是位長相清秀十分溫柔的女子。
 城戸   （  ）
飾演者： 風見慎吾
配音于正昇
（台灣/第一次接觸）
科學調查小組「SRC」機械師。過去曾是個汽車修理工，總想著設計出一些異想天開的東西。
《藍色星球》
於電影版《藍色星球》以北馬里亞納群島的羅塔島的精銳團隊「TEAM SEA」隊長身份登場。
 閃電  （  ）
飾演者： 舞之海秀平
科學調查小組「SRC」隊員。對自詡力氣感到得意，且似乎是個愛吃甜食的的男子，過去曾擔任過蛋糕烘琣師。
他真正的名字為「薰」，至於閃電這個名字是根據江戶時期的力士「雷電為右衛門」而來。
 坂口   （  ）
飾演者： 蒲地宏
科學調查小組「SRC」隊員。相當安靜的男子，負責進行指揮相關的工作。
 市瀨  （  ）
飾演者： 松本智代美
科學調查小組「SRC」隊員。 相當擅長駕駛飛行機進行戰鬥，此外也對天文學抱持著濃厚的興趣。

### 高層
城崎  （  ）
飾演者： 木之元亮
於電影版《藍色星球》首次登場，SRC的副代表，48歳，相信著可以與宇宙生命體合作的理念，最後為了應付怪獸兵器斯考匹斯而與伽希星人合作。
 赤城   （  ）
飾演者： 高樹澪
於電影版《藍色星球》首次登場，SRC的審議官，40歳。真誠希望地球和平，為了應付怪獸兵器斯考匹斯而與伽希星人合作，並負責主導靠K2電波創造覆蓋地球的屏障的「藍色計劃」。
《最終戰役》
時年43歳，協助小和田代表，並一同見證了雷傑的降臨。
 小和田代表  
 （  ）
飾演者： 川地民夫
於電影版《最終戰役》首次登場，SRC的談判代表。對於在SRC總部虛擬會議與茱莉的對話中表達憤怒的態度。最後則見證了雷傑的降臨。

### 怪物保護管理中心
池山   （  ）
飾演者： 市川兵衛
SRC「怪物保護管理中心」的管理官，是一個對怪獸懷有深厚感情的好人。鏑矢諸島負責照顧保護區的怪獸及管理由電子網構成的怪獸防護罩。相當了解武藏，也很認同人類能與怪獸共存的和平理念，並經常與造訪島嶼接觸怪獸們的武藏交流。
《最終戰役》
在電視版結局過後則開始兼任綾乃的上司，在《最終戰役》時在森林與眾人一同尋找消失的武藏，並見證了雷傑的降臨。

### 醫療基地
川谷升  （  ）
飾演者： 影丸茂樹
SRC「特別醫療基地」的醫生。第25話首次登場，具有相當的好色性格，因見一個愛一個的花心個性而遭到全體女員工的厭惡。不過在搞笑之餘卻有著備受肯定的醫療技能，例如為曾因捲入怪獸災害並受傷的年輕人提供緊急治療。
私下暗戀水木忍副隊長，經常隨時向水木求婚卻總是遭到受到冷落的對待，不過在第35話和58話之後兩人之間的關係則是微妙地改變。
過去曾經是臨床醫生，卻因朋友患上了重病無法拿出勇氣進行手術，而逃避責任讓其他的醫生接手，因辜負了朋友的信任而感到後悔，最後則辭職並來到SRC進行醫學研究。
 新見梓   （  ）
飾演者： 小牧彩里
33歲，SRC「醫療中心」的醫生。是位個性溫和的女子，同時也兼顧著「Team EYES」負責醫生的責任。僅在正傳中的第8・13・14・20話中登場。
 右田   （  ）
飾演者： 右田昌万
SRC的助理醫生皆川谷升的助手。經常協助川谷的醫療工作，有時有經常和川谷玩投球練習，曾受過催眠魔獸拉古斯東的控制。
 原   （  ）
飾演者： 湯田美由紀
SRC「特別醫療基地」的看護師。
經常協助川谷的醫療工作。
 本田弘子  （  ）
飾演者： 広啓子
第13・14話登場，於Treasure Base基地任職的看護師。經常協助新見梓的醫療工作。

### 科學中心
澤口安英  （  ）
飾演者： 原久美子
第17・44・55話登場，SRC研究中心的博士，是SRC創立期時就加入組織的天才科學家。是位完美主義者，她開發的許多發明或裝置都是當今SRC設備的基礎。稱呼日浦晴光隊長為「小日浦」，兩人過去為同事皆情侶，兩人對於科學和人類之間的理念不合而分手，不過但仍依舊在「友達以上，戀人未滿」的關係。
在17話時則主導著參與了「EYES Attach」的開發，但因此遭到異次元人吉吉的綁架而被縮小化，最後在高斯的幫助下被救出。第55話中，向日浦轉告自己因國際研究機關的邀請，參與量子移動裝置的共同研究而前往了宇宙太空站「葛米納3號」。
 艾達和田中   （  ）
飾演者： 戸田知新，望月二郎
第17話登場，SRC研究中心的研究員皆澤口安江的助手。與澤口博士一起參與了「EYES Attach」的開發。但因此遭到異次元人吉吉的綁架而被縮小化，最後在高斯的幫助下被救出。
 大森登  （  ）
飾演者： 藤村俊二
於第8話登場，SRC「科學分析中心」的科學家。曾為「Team EYES」提供能捕捉睡眠所發出的腦波，並將片段轉換成影像化的發明裝置「夢想劇院」。
 羽澄  （  ）
飾演者： 筒井巧
第51、59、60、61和62話登場，從防衛軍調來SRC的科學主任。 和日浦晴光是在國際科學大學時期時認識的老摯友，並發誓要有效將科學用於守護人類的真誠人士。
過去曾是統合防衛軍科学部門的主任，在進行研究怪獸免疫細胞的過程中遭到西條武官的介入，並被迫開發了怪獸殲滅兵器「達比迪斯909」，最後因造成因「混沌之首」的蹤跡而來到地球的馬薩爾加斯無辜死亡後辭職，並在科學分析中心與土井垣成功地合成和培養了能分解混沌之首的特殊酵素「混沌之首嵌合體」。

### 宇宙開發中心
三矢   （  ）
飾演者： 高橋一生
配音：梁偉德（香港TVB）
SRC「宇宙開發中心探査部」華爾茲號的駕駛員。過去是武藏的同期生，除了是飛行員候補生的競爭對手外，更是最要好的朋友。在第21話中在探索「朱蘭行星」時因受到「混沌之首」感染的帕拉斯坦的襲擊而受傷，後來被順利被「Team EYES」營救。於第63話中再次登場，並向「Team EYES」提供了更多有關「混沌之首」的消息。

### TEAM SEA
電影版《藍色星球》首次登場，總部設置在北馬里亞納群島的羅塔島，由SRC的創始者「城戸」隊員所帶領的精銳團隊，主要調查和保護在海洋棲息的原生怪獸。
 日向  （  ）
飾演者： 齊藤理沙
「Team SEA」唯一的女性隊員。可以毫無困難地操作海洋潛水艇的機械師皆戰鬥機的駕駛員。
 藤沢  （  ）
飾演者： 加瀬尊朗
「Team SEA」隊員。海洋生物學專家，擅長於電腦輔助操作。
 真壁   （  ）
飾演者： 中村浩二
「Team SEA」隊員。負責數位資訊鏈路接收數據的人員，於強壯的體格相反的則是草率膽小的個性。

## 統合防衛軍

### 高層
佐原  （ ）
飾演者：須藤正裕
統合防衛軍的最高司令官。秉持著強硬的態度進行任務，由於與「TEAM EYES」的和平作戰理念不合而經常在怪獸任務中引發衝突，但他並非一個冷酷無情的人，事實上，他非常欣賞「TEAM EYES」成員們的實力。在第37集中，曾為了解決對戰「混沌之首」的問題提出將「TEAM EYES」納入防衛軍的意見。後來在秘密回收了貝利爾星人的侵略兵器「海茲王」的殘骸後，由於高斯戰力衰退和SRC研發的「混沌之首嵌合體」尚未完成突破，因此佐原便下令重新建造、並將海茲王升級成強化的戰鬥機器人，身上還裝載了能對混沌之首造成傷害的反應爐光束炮。不過最後卻因貝利爾星人植入的安全系統啟動而暴走。最後則被高斯消滅。
最後隨著「混沌之首嵌合體」的建成，他在思考後最終決定放下成見，決定正式與「TEAM EYES」合作對抗混沌之首。在最終話也注意到混沌之首的內心，並向防衛軍們下令停止攻擊。
 宍倉   （ ）
飾演者：大城英司
統合防衛軍的副司令官。與贊成攻擊方的佐原司令官和西條武官相比，他幾乎未曾下令進攻的行動，且是防衛軍中少數幾位風度翩翩的和平派之一。
 西條 
飾演者：奈良坂篤
統合防衛軍的武官，同時也是佐原旗下的副官。具有相當威權式的高壓態度和過度激派的極端性格，認為怪獸就是災難根源且不該允許的存在，因此也對「TEAM EYES」的和平作戰理念感到不屑。並和重村參謀抱持著相同的看法。曾為了試圖消滅「混沌之首」並強迫科學部門開發怪獸殲滅兵器「特比迪斯909」。然而在交戰時發射導彈擊中了追蹤「混沌之首」的蹤跡而來到地球的馬薩爾加斯，並造成其附身而怪獸化，最後則被體內的細胞被兵器全部摧毀身亡的悲慘結局，因此在造成局勢惡化後則受到眾人的指責。
 犬飼   （  ）
飾演者： 嶋田久作
於電影《藍色星球》首次登場，統合防衛軍的新任司令官。經常以強行的行事風格進行作戰任務的指揮行動。對於與伽希星人合作的行動感到懷疑，也是堅持驅逐伽希星人的強硬角色。
《最終戰役》
負責進行德拉西翁的攻擊行動。
 土方   （  ）
飾演者： 大滝明利
於電影《藍色星球》首次登場，統合防衛軍的新任副司令，38歳，儘管也是直接指揮實際戰鬥的硬角色，但他在對於未知事物時依然會保持鎮定且易於理解。
《最終戰役》
負責進行德拉西翁的攻擊行動。

### 國家緊急部隊鯊魚隊
重村參謀   （  ）
飾演者： 渡邊一計
首次於《第一次接觸》登場，國家緊急部隊「鯊魚（シャークス）」的主要指揮官。雖說他的任務是保護地球，但是他卻一意孤行認為外來物體都是邪惡生命，是該被消滅殆盡的存在。因此與SRC的曉昇隊長之間不平等的價值觀而發生衝突。曾對遇到高斯的武藏他的繼父勇次郎感到懷疑，並強制奪走了武藏的輝石。
是造成並沒有惡意的「巴爾坦星人」自殺的導火索之一，在防衛軍作戰行動時下令傷害吞龍及巴爾坦星人，最終在高斯消除威脅之後試圖向高斯開火，但卻被勇次郎所制止。

### 旗下成員
流純也   （  ）
飾演者：正木蒼二
統合防衛軍怪獸殲滅兵器開發小隊隊長。同時也是西條旗下的助手。
在過去的怪獸災害中失去了妹妹，因此對怪獸抱有憎惡的心態。故也對「TEAM EYES」的和平作戰理念感到不屑。
不過在第33話中看見「TEAM EYES」的行動後逐漸改觀，並在第62話中與「TEAM EYES」協力合作時發揮了作用。非常喜歡使用火箭筒G-YG8。
 竹越真一   （  ）
飾演者： 黑田亞瑟
第18話登場，水木忍在過去防衛軍時代的上司。
自妻子去世後性格發生了變化，並於次年退休，目前與女兒居住於香野村。
 美崎愛   （  ）
飾演者： 石橋奈美
第47話登場。風吹圭介在過去培訓部隊「Chargers」時的同期訓練生皆同事，後來在一次任務中為了掩護風吹而失蹤。其外貌後被異型的吸血生命體「巴尼斯」凝態化，並試圖聯繫竊取 SRC 的系統數據。
岡   （  ）
飾演者： 岡秀樹
統合防衛軍主力戦車部隊的隊長。
在第48話進行邪惡宇宙生命體「烏羅加」的作戰時因被烏羅加攻擊而殉職。
 石井   （  ）
飾演者： 石井浩
統合防衛軍特務部隊的隊長。經常帶頭領導，並追查針對異星人的情報活動。

## 重要角色

### EYES的家人與關聯者
吉井由香里   （  ）
飾演者：堀江奈奈
配音：劉惠雲（香港TVB）
第10・34・46・63・64話登場，就讀城南大學的大三學生，也是土井垣過去的同學皆初戀對象。在城南大學的考古學研究室擔任研究員的身份，正如土垣所言，他是「自律能力最強的女性」。並對於古代遺物抱持著強烈的好奇心。在後期的劇情曾多次捲進怪獸攻擊及其他相關的事件，更使得他與土井垣彼此之間的關係越來越好感，相戀的兩人最終則邁向結婚的道路。
風吹沙也加
飾演者：今泉野乃香
第12話登場，風吹已故的妹妹，得年3歲。
在進行追捕伊芙莎拉怪獸任務時，由於伊芙莎拉的舉止使風吹想起了沙也加。

### 春野武藏的家人
春野勇次郎 
飾演者： 赤井英和
配音：孫德成
首次於《第一次接觸》登場，武藏的繼父，39歲，關西腔，是一位認真熱血的派出所巡查部長，與剛新婚不久的美智子相處融洽。将武藏视如己出，武藏去冒险时在心底下会默默擔心武藏，並選擇尊重支持著武藏的夢想和意志。
《藍色星球》
時年51歲，在《藍色星球》和武藏的通話中得知他已和美智子移居到北海道的牧場。
 春野美智子  （春野みち子）
飾演者：高橋瞳（演員）
首次於《第一次接觸》登場，武藏的母親，38歲，舊名「五十畑美智子」。性格比較現實，但也默默掛念著武藏的心情與夢想，最初只覺得武藏在森林遇到高斯的事情只是一段有趣的故事。在《藍色星球》中透過武藏的通話可以得知她和勇次郎移居到北海道的牧場居住。
《最終戰役》
時年53歲，在森林與眾人一同尋找消失的武藏，並見證了雷傑的降臨。
 五十畑浩康 
飾演者：渋谷浩康
首次於《第一次接觸》登場，武藏的親生父親。是宇宙科學技術的技術者，也是讓武藏邁向太空人夢想的啟發人物。在武藏3歲時因為宇宙火箭事故而喪生。
 春野空 （春野 ソラ）
飾演者：橋爪龍
首次於《超人力霸王傳奇》登場，武藏與綾乃的兒子，居住在『朱蘭星球』的人類。
由於在武藏與綾乃兩人的關愛下順利成長，因此成為一位個性充滿活力的活潑男孩。

### 春野武藏的小學同學
川瀨麻里   （川瀬マリ）
飾演者： 西村美保、童年：：宇野步
首次於《第一次接觸》登場，10歲，武藏的童年玩伴皆小學同學。是一位個性善良的女孩，從一開始就相信武藏在森林遇到高斯的事情，從森林離開時遇到小巴爾坦後，透過小巴爾坦的幫助從重村參謀手中奪回輝石，將輝石還給武藏後一同召喚高斯來拯救備受威脅的城鎮。
《藍色星球》
由於參與勉的婚禮而來到了塞班島，時年22歳，在持續與小巴爾坦交流的情況下結識了因被異形生命體聖德羅斯摧毀母星的伽希星人，並試圖幫助他們研究為複興母星而孕育「生命之源」的方法。
《最終戰役》
時年25歳，在森林與眾人一同尋找消失的武藏，並見證了雷傑的降臨。
 佐佐木勉   （  ）
飾演者： 林泰文、童年：田中大輔
首次於《第一次接觸》登場，武藏的童年玩伴皆小學同學，儘管與武藏保持相當友好的關係，但最初並不相信武藏在森林遇到高斯的事情。
《藍色星球》
目前正在塞班島的旅遊局工作，時年22歳，並在當地與一位叫麗塔的女子結婚。
 正治  （  ）
飾演者： 新田亮、童年：上田大樹
首次於《第一次接觸》登場，10歳，武藏的童年玩伴皆小學同學，儘管與武藏保持相當友好的關係，但最初並不相信武藏在森林遇到高斯的事情。有一位叫做「勇氣」的弟弟。
《高斯》
第29，30話以成年人身份再次登場，時年20歳。
《藍色星球》
由於參與勉的婚禮而來到了塞班島，時年22歳。
 滿  （ ）
飾演者： 松原剛志
首次於《第一次接觸》登場，武藏的小學同學。
《藍色星球》
由於參與勉的婚禮而來到了塞班島。

## 宇宙人或怪獸
黑崎蕾妮   （  ）
飾演者：三輪瞳
第13、14話登場，一位性格直率的秀麗女子，過去曾是宇宙大空站「Germina III」的太空人。實際上在3年前的大空站建設意外中殉職身亡，但在邪惡宇宙生命體烏羅加的介入，身體被裝入了生物芯片。並在遭到烏羅加的控制而復活，而本人在喪失記憶且對一切處在未知的情況下返回地球。
在意外之餘被武藏搭救後，則和其有多次交流。隨著劇情發展，他和武藏兩人保持了相當厚誼的關係，然而也逐漸知悉自己早已死亡的真相，最後在武藏的幫助下逃離了研究機構。為了使怪獸卡爾巴斯擺脫烏羅加的控制，與武藏聯手將能源工廠的控制裝置停止，最終則伴隨著烏羅加的死亡，而化為靈魂離開了世界。蕾妮的死亡大大影響武藏保護地球的念頭，而她也是本劇中第一位知悉武藏就是高斯身份的角色。
雷達與雷加
飾演者：小松拓也 永塚由紀子
第19話登場，在宇宙中旅行時米格隆星人，太空船被廢棄的地球軍事衛星安吉麗卡的自動攻擊程序誤射，導致雷加在災難中死亡
雷達為了報仇而向地球，並藉以認識綾乃侵入EYES隊司令室，操縱安吉麗卡撞向地球。
但最終但在雷加的殘留靈魂附身在綾乃身上，在雷加的勸說下使雷達放棄了憎恨，雷加的靈魂消失後則重返了宇宙。
朱恩
飾演者：神崎詩織
第52話登場，和扎格爾共存共榮的克伊西斯星人。
在結束斯雷尤星的旅行回去時宇宙船遭遇到事故在地球上迫降並與自己的伙伴扎格爾一起等待，因為無法適應地球上的大氣，所以在地球上被屏障保護著，深信高斯是怪獸的敵人，並且從武藏手中奪去了日月同輝，但由於武藏的溫柔解除了誤會，最後帶著扎格爾來接他們的宇宙船離開了地球。

## 其他登場角色
長野惣介
飾演者：大澤佑介
第7話登場，一位發現隕石小怪獸「米寧」的小學生。
岩田裕一
飾演者：大澤佑介
第9話登場，一位與山中的怪獸「山童」成為朋友的男孩。
岩田康祐
飾演者：石橋保
第9話登場，裕一的父親。

立花茜
飾演者：高畠華澄
第16話登場，一個想和鯨魚一起游泳的小女孩。

野田浩太
飾演者：落合扶樹
第16話登場，茜的同學和麵包師的兒子。
竹越綠
飾演者：盛内愛子
第18話登場，竹越真一的女兒。
 三條寺香澄   （  ）
飾演者：清水真実
配音：陶敏嫻（台灣）
第23話首次登場，愛好神秘主義，就讀法勢大學的大學生。
在大學時開設一間超自然研究社，並經常到達各地尋找超自然事物的調查或證據，並因此和風吹結識。起出兩人個性因天差地遠而無法相處，但在第41話中，香澄因受到來自格林貝爾星的人型宇宙植物生命體所感染而陷入生死關頭的危機，最終在風吹的保護及關心下度過難關，兩人也依照香澄的約定而卡拉OK演唱，彼此間的關係也開始轉向好感。
高杉純
飾演者：上條誠
第24話登場，一位因交通事故而處於昏迷狀態的少年。
在彌留階段意外看見以肉眼無法看見的姿態出現的電磁魔獸古拉加斯。
狩野良一
飾演者：頭師佳孝
第26話登場，一名上班族。
是混沌之首接連襲擊了多個人類的受害者之一，在被混沌之首控制後企圖襲擊武藏和狩野的兒子「正太」。
最終因為兒子的呼喚而恢復了理智，並脫離了混沌之首的控制。
勇氣
飾演者：佐藤慶季
第29及30話登場，是武藏的童年玩伴皆小學同學「正治」的弟弟。
由於身患重病而在醫院生活，曾透過武藏得到了由木本研作製作的小型高科技機器人「克萊巴貢」。
流純美幸
飾演者：相場梢
第33話登場，流純也已故的妹妹。
在過去的怪獸災害中喪生。
櫻
飾演者： 蓮沼藍
第36話登場。
草野忠雄
飾演者：赤星昇一郎
第38話登場，居住在喜怒田市的中年男子，喜多浦食品株式會社的員工。 擁有一個相當幸福的大家庭，然而在某日遭到因入侵行動而派遣到達地球的「貝利爾星人」以憑依能力附身。
然而當貝利爾星人附身在忠雄的這段期間，因受到草野家的影響也逐漸喜歡上草野家和地球。最終貝利爾星人為了保護忠雄的家人，選擇了背叛母星，而救下被海茲王抓走的武藏。在遭到母星的通緝後，則不捨和忠雄分離，最後貝利爾星人則與武藏告別，並飛向了宇宙。
堀村俊司
飾演者：高橋寿緒
第42話登場，一名14歲的中學生，以科學和獲獎機器人競賽獲得優異的成績而聞名。
守沢佳奈
飾演者：高田知里
配音：梁少霞（香港TVB）
第54話登場，一名居住在夢川町，需要坐輪椅的女子。在12年前的怪獸災害事件曾遭遇防衛軍飛行編隊的攻擊，但及時被善良的怪獸塔布里斯所救，而因為該事件使保護溫順怪獸的風潮政策開始推動。
而塔布里斯則是被送到鏑矢諸島進行保護，然而因媒體對佳奈和怪獸的友誼過度宣傳和消費，導致佳奈生活過的並並不順心，最後甚至恐懼和塔布里斯見面，隨便說了句「十年後再會」便遠遠地逃離了塔布里斯。更導致塔布里斯上製造出分身投影到夢川町，尋找佳奈，還造成了一定的市區損壞。最終，佳奈決定和塔布里斯見面，並在高斯的協助下奈傳送到鏑矢諸島，並終於與塔布里斯重逢。
敬造
飾演者：岡部健
第56話登場，一名居住在村莊的老年村民。
正一
飾演者：菊池英一
第56話登場，一名居住在村莊的老年村民。
戸間乃老人
飾演者：（天本英世
第57話登場，一名擁有謎之門的卡片的老人。
曉
飾演者：大山恭平
第57話登場。

## 電影版登場角色
紗烏  （  ）
飾演者：斉藤麻衣
配音：	楊凱凱（台灣）
首次於《藍色地球》登場，是因為被異形生命體聖德羅斯摧毀母星，而流亡地球的「伽希星人」。在海底世界「Blue Area」與族人們研究為複興母星而孕育「生命之源」的方法，打從心底認為人類是善良和友方的存在才尋求麻里和武藏的幫助，並一同阻止聖德羅斯的行動，最終則在武藏等人的協助下成功復育了「生命之源」並離開了地球，在待在地球這段期間則終於了解了人類的情感，並在離開前向武藏敞開「喜悅」的笑容。其實在武藏13歲時彼此就曾經相遇，並曾向武藏展示10年之後未來世界的景象。
《最終戰役》
與金重返地球，告知众人武藏被困，並在森林與眾人一同尋找消失的武藏，並見證了雷傑的降臨。
 金   （  ）
飾演者： 松尾政寿
配音：于正昌（台灣）
首次於《藍色地球》登場。是因為被異形生命體聖德羅斯摧毀母星，而流亡地球的「伽希星人」領袖。
在海底世界「Blue Area」與族人們研究為複興母星而孕育「生命之源」的方法，起初因為故鄉被毀滅所累積的仇恨封閉了心裡，並打從不信任人類的協助，但在認識麻里和武藏後才逐漸改觀，並決定與人類阻止聖德羅斯的行動，最終則在武藏等人的協助下成功復育了「生命之源」而離開了地球。
《最終戰役》
與紗烏重返地球，並在森林與眾人一同尋找消失的武藏，並見證了雷傑的降臨。
澪
飾演者： 大後壽壽花
於電影版《最終戰役》首次登場，一名相當善良的女孩，飼養一隻名叫「高斯」的小狗。

### 超人力霸王的人間體
茱莉 
飾演者：吹石一惠、
配音：日本：吹石一惠、潘惠美（奥特银河格斗），台灣：雷碧文
首次於《最終戰役》登場， 超人力霸王正義 的人間體，也是該部電影實質的主角。它之所以選擇女性作為自己的人類姿態，是不代表任何特定的性別，並強調他是「一個遠離人性的存在」。
初次在《藍色星球》以正義的身份和高斯聯手一起打敗了聖德羅斯，但在之後與維持宇宙秩序的未知來訪者德拉西翁。因為他們預測到未來2000年之後，地球和人類將成為一顆會危害宇宙的星球，因此再度降臨地球，讓生命「重置」進化一次，不過當正義化身成茱莉的時候，不僅深刻體會到了人類的多種可能性，最後則因被人類從不放棄希望的精神感化而選擇幫助人類。最終在地球被毀滅之際，與武藏（高斯）合體變成「雷傑」，並成功說服德拉西翁人類傳遞的信息—「希望」後而成功保護地球，最終在離開地球前向武藏敞開「真正」的笑容。
在企劃時曾規劃是美少年的形象。